# Zuid-Korea op de Olympische Winterspelen 1976
Tijdens de Olympische Winterspelen van 1976, die in Innsbruck (Oostenrijk) werden gehouden, nam Zuid-Korea voor de zevende keer deel.

## Deelnemers en resultaten

### Kunstrijden
| Olympiër    | Discipline | Resultaat | Prestatie               |
| ----------- | ---------- | --------- | ----------------------- |
| Yun Hyo-jin | vrouwen    | 17e       | pc. 158,0; 159,6 punten |

### Schaatsen
| Olympiër     | Discipline | Resultaat | Prestatie        |
| ------------ | ---------- | --------- | ---------------- |
| Lee Young-ha | 500 m (m)  | 22e       | 41,08 (+1,91)    |
| Lee Young-ha | 1000 m (m) | 15e       | 1.22,88 (+3,56)  |
| Lee Young-ha | 1500 m (m) | 18e       | 2.05,25 (+5,87)  |
| Lee Young-ha | 5000 m (m) | 11e       | 7.44,21 (+19,73) |
|              |            |           |                  |
| Lee Nam-soon | 500 m (v)  | 25e       | 46,33 (+3,57)    |
| Lee Nam-soon | 1000 m (v) | 25e       | 1.35,58 (+7,15)  |
| Lee Nam-soon | 1500 m (v) | 25e       | 2.26,24 (+9,66)  |
| Lee Nam-soon | 3000 m (v) | 24e       | 5.08,34 (+23,15) |

Andorra · Argentinië · Australië · België · Bondsrepubliek Duitsland · Bulgarije · Canada · Chili · Duitse Democratische Republiek · Finland · Frankrijk · Griekenland · Groot-Brittannië · Hongarije · IJsland · Iran · Italië · Japan · Joegoslavië · Libanon · Liechtenstein · Nederland · Nieuw-Zeeland · Noorwegen · Oostenrijk · Polen · Roemenië · San Marino · Sovjet-Unie · Spanje · Taiwan · Tsjecho-Slowakije · Turkije · Verenigde Staten · Zuid-Korea · Zweden · Zwitserland